# Sophie Cookson
Sophie Louise L Cookson (* 15. května 1990, Haywards Heath, Západní Sussex, Spojené království) je anglická herečka. Nejvíce se proslavila rolí ve filmu Kingsman: Tajná služba (2015) a jeho pokračování Kingsman: Zlatý kruh (2017). S Lee Tamahori hraje v historickém filmu Emperor.

## Životopis
Sophie vyrostla v Sussexu , Je absolventkou školy Oxford School of Drama.

## Kariéra
Poprvé se Sophie objevila před kamerou v seriálu Moonfleet v roce 2013. Zlom v kariéře přišel až o rok později a to díky filmu Kingsman: Tajná služba, který se stal hitem. V roce 2017 si zahrála v jeho pokračování Kingsman: Zlatý kruh. Po boku Chrise Hemswortha si zahrála ve filmu Lovec: Zimní válka (2016). V září 2016 bylo oznámeno, že se připojila k obsazení seriálu Gypsy, který je možný sledovat na Netflixu.

## Filmografie

### Film
| Rok  | Název                  | Role                                | Poznámky                                                    |
| ---- | ---------------------- | ----------------------------------- | ----------------------------------------------------------- |
| 2015 | Kingsman: Tajná služba | Roxanne „Roxy“ Mortonová / Lancelot | nominace – Empire Award v kategorii nejlepší nováček – žena |
| 2016 | Lovec: Zimní válka     | Pippa                               |                                                             |
| 2016 | The Crucifixion        | Nicole Rawlins                      |                                                             |
| 2017 | Kingsman: Zlatý kruh   | Roxanne „Roxy“ Mortonová / Lancelot |                                                             |
| 2018 | Ashes in the Snow      | Ona                                 |                                                             |
| 2018 | Příběh špionky         | mladá Joan                          |                                                             |
| 2019 | Emperor                | Johanna z Ghentu                    |                                                             |
| 2019 | Greed                  | Lily McCreadie                      |                                                             |
| 2020 | Infinite               | —                                   |                                                             |

### Televize
| Rok  | Název                                  | Role             | Poznámky             |
| ---- | -------------------------------------- | ---------------- | -------------------- |
| 2013 | Poklad kapitána Černovouse             | Grace Mohune     | miniseriál, 2 díl    |
| 2014 | Rosamunde Pilcher: Mé srdce patří tobě | Millie Lancaster | TV film              |
| 2017 | Gypsy                                  | Sidney Pierce    | hlavní role, 10 dílů |